# Ferrovías

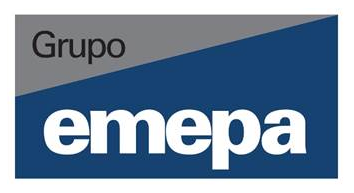
Logo del Grupo Emepa, sociedad gestora y empresa matriz que opera Ferrovías.

Ferrovías es una empresa privada argentina perteneciente al grupo económico EMEPA cuya principal actividad es la administración ferroviaria. Actualmente explota la concesión del servicio de pasajeros de la línea Belgrano Norte. Además, hasta 2014 conformó UGOFE, empresa conjunta con la concesionaria Metrovías y la porción estatal del Ferrocarril Belgrano, que en forma conjunta operaban en forma transitoria el servicio de pasajeros de las líneas San Martín, Belgrano Sur y Roca. El 12 de febrero de 2014, y por decisión del Ministro del Interior y Transporte, Florencio Randazzo, disolvió la Unidad de Gestión Operativa Ferroviaria de Emergencia (UGOFE) y la Unidad de Gestión Operativa Mitre Sarmiento (UGOMS), pasando así a Ferrovías la operación de las líneas Belgrano Sur y General Roca, ambas de la ex UGOFE.
Además, Ferrovías componía, en sociedad con Nuevo Central Argentino, la empresa Ferrocentral, que prestaba servicio de pasajeros de larga distancia hacia las ciudades de Rosario, Córdoba y Tucumán.

## Privatización del sistema ferroviario en Argentina
Hacia fines de la década de 1980 con la llegada al gobierno de Carlos Menem, se inició el proceso de privatización de los servicios públicos  entre ellos el transporte mediante el decreto N.º 1.143 de junio de 1991. Se pusieron en marcha las concesiones de todas las líneas férreas, en una primera etapa, para los servicios de carga y a partir de marzo de 1991, se dispuso seguir el mismo camino con los ferrocarriles metropolitanos del Gran Buenos Aires.
A lo largo de la concesión la AGN advirtió sobre numerosos incumplimientos en la ejecución de los programas anuales de mantenimiento del material rodante, así como “un alto deterioro” de varios de los ramales evaluados, y el mal estado de las vías y arreglos que eran escasos y extemporáneos.
En 1992 se crea Ferrocarriles Metropolitanos S.A. (FEMESA)- La ejecución de las licitaciones estuvo a cargo de la Unidad de Coordinación del Programa de Reestructuración Ferroviaria, con lo cual hacia fines de 1991 y durante 1992 
En el periodo que va desde enero de 1994 hasta junio de 1995 fueron adjudicados los seis grupos de servicios en que se subdividió el sistema.

## Obras realizadas
El 1 de abril de 1994, el consorcio Ferrovías S.A.C. se hizo cargo de la Línea Belgrano Norte. En ese año sólo utilizaron la línea 14.800.000 usuarios. 
La Auditoría General de la Nación publicó en 1999 un detallado informe donde señaló que los subsidios que otorgaba el Estado a la empresa Ferrovías eran desviados para otorgar “préstamos” a otras empresas del mismo grupo parte de este dinero según la Auditoría era desviado a cuentas en Uruguay. Al mismo tiempo que se denunció al grupo por el incumplimiento de los horarios establecidos, las cancelaciones de trenes y las demoras en las salidas de los mismos, que conllevan a brindar un deficiente servicio que lógicamente repercute y afecta a los usuarios. Así mismo se denunció el abandono de las formaciones y la falta de mantenimiento de las estaciones.
El 12 de febrero de 2014, el Gobierno Argentino oficializó el traspaso de las líneas ferroviarias Belgrano Sur y Roca (las cuales habían permanecido bajo la órbita de la estatal UGOFE) al consorcio EMEPA bajo el nombre de Argentren S.A., del cual formó parte Ferrovías. En el año 2016 la empresa llevo a delante un fuerte recorte del servicio que conecta Retiro con Villa Rosa, la localidad del partido de Pilar. El recorte impuesto por Ferrovías, quien a través de un funcionario  anunció el ajuste sobre la línea ferroviaria, entre otras medidas el servicio se recortó entre un 30% y 40%. También se anunció un posible cierre del tramo comprendido por las estaciones Grand Bourg, Tierras Altas, Tortuguitas, Manuel Alberti, Del Viso y Villa Rosa. A pesar de las denuncias y el mal estado de las formaciones el 6 de Febrero de 2018, mediante el Boletín Oficial, el renovó con Ferrovías su concesion por 18 meses en virtud de prórroga otorgada por el Estado.
En marzo, el Ministerio de Transporte, a través de Trenes Argentinos Infraestructura, lanzó la licitación para la renovación integral de todas las estaciones de la línea. Con una inversión de 2300 millones de pesos
La empresa siguió administrando Belgrano Norte.[cita requerida]
Además de la remodelación de las estaciones, esta renovación integral incluye mejoras en las vías y el señalamiento en la zona de las estaciones, lo que permitirá mejoras en la circulación de los trenes.[cita requerida] Las obras fueron adjudicadas en noviembre del año 2017 y a fines de marzo de 2018 las obras se pusieron en marcha.
El 6 de febrero de 2018, mediante el Boletín Oficial, el Gobierno Nacional no renovó con Ferrovías y el Ministerio de Transporte busca nuevo concesionario privado para el Belgrano Norte. Dicha concesionaria pidió una prórroga de 10 años, cuya solicitud fue rechazada por el Poder Ejecutivo. Su vencimiento es el 31 de diciembre de 2018, pero continuará operando la línea ferroviaria por 18 meses en virtud de prórroga otorgada por el Estado hasta el traspaso de la línea a manos de Trenes Argentinos Operaciones.
Para el año 2020 el Estado ya cubría el 95% de los costos de explotación de las líneas además de abonar un fee por la operación de los servicios.

## Accidentes
El 10 de junio de 2012 a las 13.50 horas, un tren perteneciente a la concesión de Ferrovías que se dirigía a Villa Rosa descarriló en la estación de Retiro dejando 14 heridos luego de frenar bruscamente. La empresa comunicó que un "brusco acoplamiento entre la locomotora y los coches, que generó un movimiento más fuerte del habitual", la locomotora le habría dado un fuerte golpe en una maniobra de acoplamiento a los coches, produciendo el movimiento de los últimos de la fila.